# ژان-پیر موکی
ژان-پیر موکی (به انگلیسی: Jean-Pierre Mocky) (زاده ۶ ژوئیه ۱۹۳۳) کارگردان و بازیگر فرانسوی است.
از فیلم‌های معروف او می‌توان به بازی در رها و آمریکانو اشاره کرد.